# Манастир Хајдучица
Манастир Хајдучица је био мушки манастир Српске православне цркве који се налази код села Хајдучица у источном Банату, Епархија банатска. Посвећен је Св. Рафаилу Банатском. Настао је након канонизације хиландарског монаха Рафаила, познатог подвижника и исцелитеља, који је умро у хиландарском метоху у Великом Бечкереку, почетком 18. века. Свети Архијерејски сабор Српске православне цркве је прогласио за светитеља Преподобног Рафаила Банатског 1965. године.
Епископ банатски Амфилохије Радовић је почео 1985. године да гради православни манастир у Хајдучици. За манастирску цркву узет је постојећи парохијски храм посвећен Св. Арханђелима. Црква је изграђена пред Други светски рат 1939. године, и представља задужбину земљопоседнице Олге С. Јовановић, ћерке грофа Лазара Дунђерског. Иконе на иконостасу, у духу средњовековно- византијског сликарства, радио је руски иконописац Дики, током 1939. године.
Манастир почетком 21. века није имао братство, али формиран је Хор светог Рафаила који извођењем духовне музике оживљава дух манастира и живот братства широм Баната.
Од скоро у њему бораве четири монахиње, које су прешле из манастира Месић. тако да је хајдучички манастир постао женски.